# 帕德博恩大学
帕德博恩大学（德語：Universität Paderborn，缩写为UPB）座落在德国北莱茵-威斯特法伦州的帕德博恩市，创立于1972年。

## 概况
帕德博恩大学是一个校园大学，在校学生人数为：14 700 (截止到2005/2006冬季学期),为中等规模的德国大学。她和世界范围内超过130所高等院校有着合作关系。帕德博恩大学有超过1000位工作人员---其中包括科技工作人员，讲师及206位教授，他们提供了107个专业方向。 在建校初期在校学生仅为4000人，发展至如今接近15 000人。
学校的办学格言为：信息时代的大学(Die Universität der Informationsgesellschaft)。大学的重点学科为：信息学，经济学，工程学，数学，及人文和社会学(包括英语文学，日尔曼文学及历史)。最大的学院为人文及文化学院，大约有5000学生和70位教授(截止到2004/2005夏季学期). 
特别地，信息学系在2006年德国高校排名榜(CHE/Die Zeit)上名列前茅(第三). 经济信息学在2005年的排名榜上也处于领先者地位. 除此外在2005年排名中，該校的英美文学系被评为德国最佳. 

## 学校历史
帕德博恩大学的历史可以追溯到8世纪的一所教会性质的学校(Karolingische Domschule)。1614年迪特烈希-冯-弗亚斯滕贝格(Dietrich IV. von Fuerstenberg)在帕德博恩建立了威斯特法伦地区最早的大学。也就是今天帕德博恩神学院的前身。
帕德博恩综合大学(Universitaet-Gesamthochschule)建立于1972年8月1日，包括了大学部和一些专科部(Fachhochschule,也翻译为应用科技大学)。2002年专科部分离出帕德博恩大学，至此帕德博恩大学告别了综合大学的格局。并正式更名为帕德博恩大学（Universitaet-Paderborn）。 
1972年现代化的帕德博恩大学成立，并继承了古老教学传统。在帕德博恩的计算机行业先驱海因西-尼克斯道夫(Heinz Nixdorf)的主导下成立了重点学科--计算机科学。同时，大学还提供了广泛的学科，如：数学，工程学，物理，化学以及经济，社会学，和后来的心理学，神学，历史等等。
| 年度 | 获得者                                                   | 院系                                      |
| ---- | -------------------------------------------------------- | ----------------------------------------- |
| 1992 | Burkhard Monien教授 和 Friedhelm Meyer auf der Heide教授 | Theoretische Informatik                   |
| 2002 | Prof. Dr.-Ing. Frank Vollertsen                          | Umformende und spanende Fertigungstechnik |

在过去的几年内，帕德博恩大学数位教授获得由德国科技协会(Deutschen Forschungsgemeinschaft)提供的莱普尼茨奖(Leibniz-Preises)。2002年帕德博恩大学的罗马尼亚数学家普雷达·米哈伊列斯库(Preda Mihailescu)证明了卡塔兰猜想，为帕德大学在世界范围内赢来了声望。在国际方面帕德博恩大学是国际教科文组织的合作机构。

## 院系设置
- I 人文学院
  - 哲学
  - 历史
  - 地理
  - 宗教及社会学
  - 教育学(Erziehungswissenschaft)
  - 心理学
  - 语言 及 文学
  - 艺术
  - 音乐
  - 造型学
  - 传媒学

- II  经济学院
  - 企业经济学
  - 国民经济学
  - 经济信息学
  - 经济教育学

- III  自然科学院
  - 物理系
  - 化学系
  - 体育与保健系

- IV  机械工程学院
  - 机电自动化控制研究所
  - 材料工艺科技研究所
  - 能源工程研究所
  - 合成材料研究所

- V 　理学院
  - 电子信息系
  - 计算机科学系
  - 数学系

## 与中国大学的合作
帕德博恩大学与中国5所大学有着学术方面的合作关系，分别是：
- 北京理工大学：“亚洲贸易学”的学术研究与硕士生交流
- 广东外语外贸大学：学生与学者交流
- 上海体育学院：体育交流
- 青岛科技大学：中德科技学院，由帕德博恩大学和青岛科技大学联合教学；硕士生联合教育
- 南京大学：计算机科学系与数学系学者交流；电子信息学博士授予点学者交流；学生实习

来自中国的留学生已成为帕德博恩大学最大的外国留学生团体。